# Pushi
Pushi (né en 1940), est un ancien professeur d'anglais du collège 80 à Pékin. Dernier fils survivant de Zaitao, arrière-petit-fils de l'empereur Daoguang, il est aussi un cousin du dernier l'empereur Puyi.
Ayant été un proche de Puyi, il fut sollicité en 2013 pour exposer une biographie de son père et du dernier empereur à propos de sa reconversion en ouvrier après avoir passé un séjour en camp de rééducation.
Étant un cousin de Puren, il assista à ses funérailles en 2015,,,.